# Jish
Jish (in arabo الجش‎?; in ebraico גִ'שׁ, גּוּשׁ חָלָב‎?) è un centro abitato situato sulle pendici del Monte Giarmaq nel Distretto Settentrionale di Israele. La popolazione, di circa 3 000 abitanti, è costituita da arabi palestinesi, per la maggior parte cristiani maroniti e melchiti.

## Storia
Si trattava dell'antica città di Giscala, che ricorda Giuseppe Flavio durante la prima guerra giudaica (degli anni 66-70).
Il centro abitato è stato occupato dalle forze israeliane il 29 ottobre 1948 nel contesto dell'Operazione Hiram durante la guerra arabo-israeliana del 1948.
Secondo lo storico israeliano Benny Morris una lettera fu mandata al Consiglio del partito israeliano Mapam l'11 novembre 1948 nella quale si dichiara l'uccisione di una donna e il suo bambino, e di altre 11 persone.
Molti abitanti di Jish, fuggiti durante l'occupazione da parte dell'esercito israeliano, sono migrati in Siria e Libano, e oggigiorno vive a Jish anche un numero significativo di cittadini cristiani fatti trasferire nel 1949 dal vicino villaggio di Kafr Beram.